# Uniforme de Combate del Ejército de los Estados Unidos

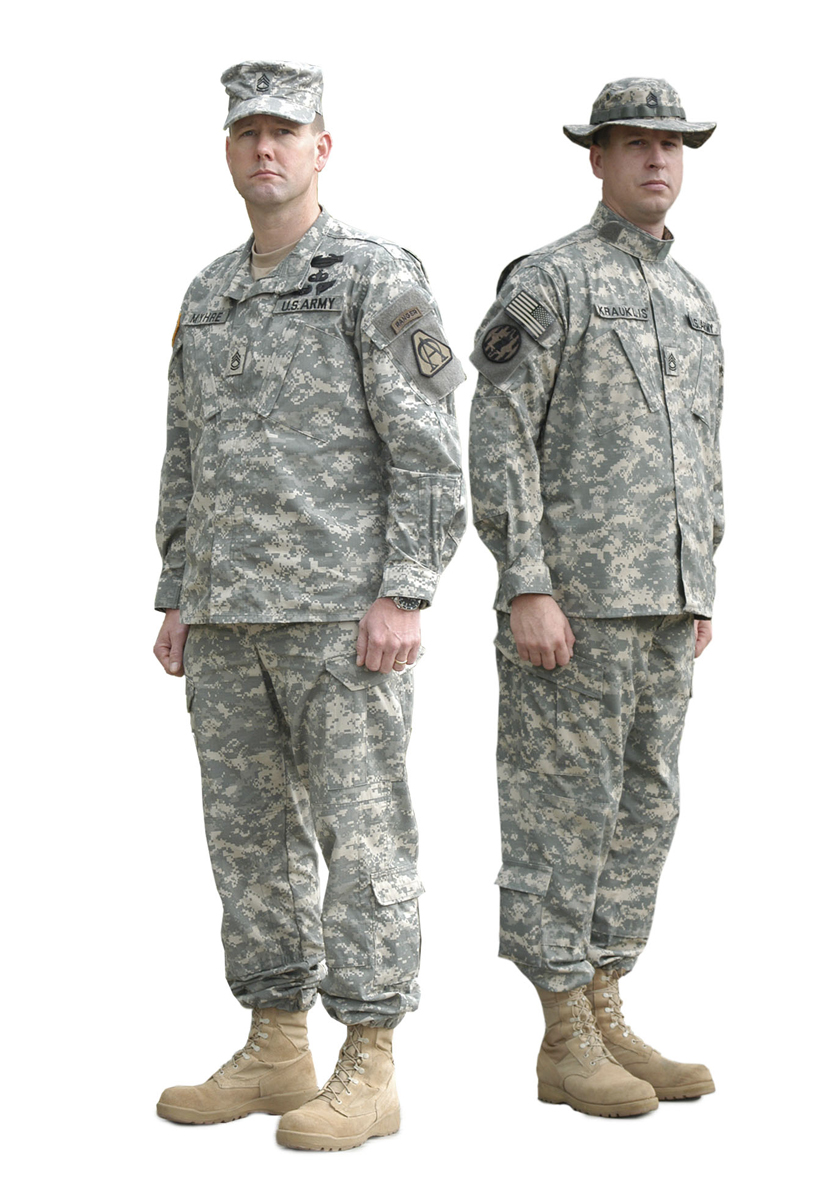
Dos soldados llevando el ACU.

El Army Combat Uniform (Uniforme de Combate del Ejército) o ACU es el uniforme de campaña que desde 2005 utiliza el Ejército de los Estados Unidos. Es el sucesor de los uniformes de campaña BDU (Battle Dress Uniform) y DCU (Desert Camouflage Uniform) usados en las décadas de 1980 y 1990. El nuevo patrón de camuflaje UCP (en inglés Universal Camouflage Pattern) es el más característico de los cambios introducidos.

## Patrón de Camuflaje Universal (UCP)

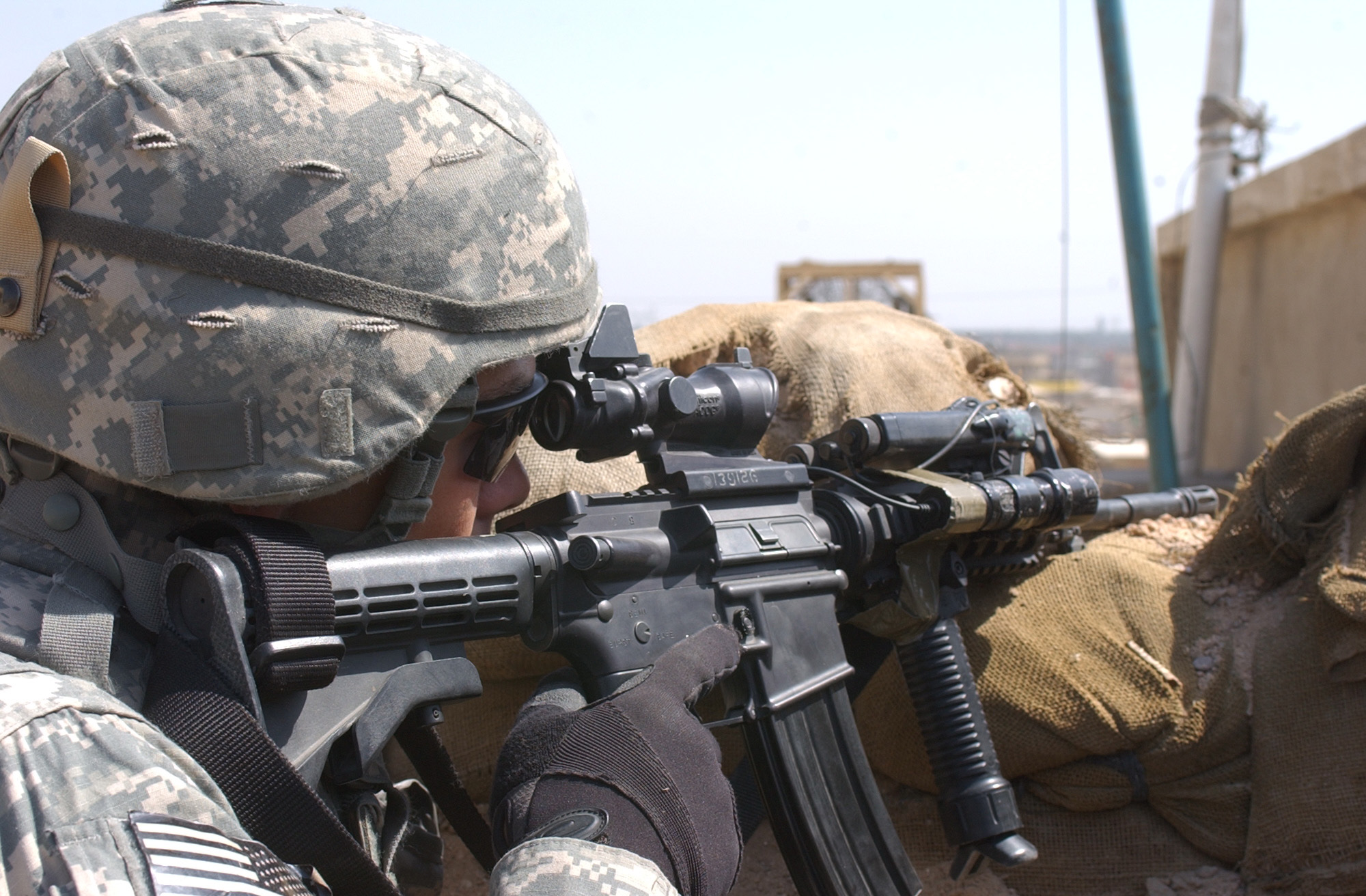
Soldado equipado con el ACU y un casco con funda en Patrón de Camuflaje Universal.

El Uniforme de Combate del Ejército utiliza un innovador patrón de camuflaje con mezcla de verdes, colores tostados y grises. El objetivo de esta paleta cromática es que pueda resultar efectivo tanto en parajes áridos como en zonas urbanas. Este diseño arranca de las investigaciones llevadas a cabo en la década de los 70.
El color gris pizarra, el ocre similar a la tierra del desierto y el verde del uniforme de campaña estadounidense se distribuyen en un patrón digital pixelado. Se ha prescindido del color negro, pues este no se encuentra en la naturaleza de forma natural. El negro puro, cuando se observa a través de gafas de visión nocturna, se ve excesivamente oscuro y genera un contraste contraproducente. En campaña, el gris tiende a mimetizarse con lo que le rodea; por ejemplo, el polvo puede llegar a cubrir totalmente el color gris. Asimismo es un color neutral en el que no tiende a reparar la vista tanto como en otros colores más fuertes. 
El uniforme ACU se difumina perfectamente en los herbazales semisecos y es casi imposible distinguirlo más allá de los 18 metros, incluso aunque el combatiente que lo porta esté en línea de visión directa del observador.

## Operational Camouflage Pattern (OCP)
En mayo de 2014, el Ejército de los Estados Unidos anunció que el OCP reemplazará al camuflaje UCP, siendo sustituido completamente en octubre de 2019.

## Características del Uniforme de Combate del Ejército

### Cierres de los bolsillos
Los bolsillos utilizan cierres de velcro, característica que genera cierta preocupación, pues el ruido provocado por su apertura podría delatar la posición del combatiente. Este contratiempo se soluciona mediante la aplicación de disciplina de ruidos.

### Camisola
La guerrera del Uniforme de Combate del Ejército en su parte frontal posee zonas con velcro para fijar la cinta de identificación o galleta y las divisas. En los bolsillos superiores de las mangas se colocan, de la misma forma, el distintivo de la unidad, los distintivos de cursos y elementos de reconocimiento, tales como la bandera estadounidense de reflexión infrarroja. Con ella se proporciana al combatiente un elemento de reconocimiento amigo-enemigo IFF (siglas inglesas de Identification Friend or Foe) que sirve igualmente durante el día como por la noche. 
La camisola también incluye un componente cuadrado de reconocimiento amigo-enemigo (IFF) infrarrojo permanente, el cual está cosido a cada uno de los hombros para la identificación o reconocimiento del combatiente durante la noche. Estos componentes reflejan la luz infrarroja y se distinguen fácilmente utilizando gafas de visión nocturna. Están protegidos por lengüetas con cierre de velcro cuando se está acuartelado o cuando no es necesario su uso. En los cuarteles se lleva la bandera estadounidense de tela o de material infrarrojo a todo color (rojo, blanco y azul), ambas con el dorso de velcro, en lugar de la versión atenuada, con colores apagados, de material infrarrojo. Los tres modelos (versión en tela o material infrarrojo a todo color o la versión atenuada en material infrarrojo) se colocan con el campo de estrellas de la bandera mirando hacia delante, o lo que es lo mismo, con las estrellas en el lado derecho de la bandera. Se trata de conseguir el efecto de que el combatiente avanza en la batalla con la bandera desplegándose tras él. No está autorizada para llevarse sobre el Uniforme de Combate del Ejército (ACU) la versión de la bandera en tela con colores apagados.
El cuello de la camisola, de estilo chino o Mao, se lleva levantado durante el combate para que se adapte con el chaleco blindado IOTV (siglas de Chaleco Táctico Externo Perfeccionado, del inglés Improved Outer Tactical Vest), en el resto de situaciones se suele llevar bajado. La camisola se cierra mediante una cremallera, el cierre se refuerza con una tira de velcro, diseñado para que pueda utilizarse junto con el chaleco blindado. Lleva dos bolsillos en el pecho que están ladeados para facilitar su acceso. Estos bolsillos, los puños y los bolsillos para insertar unas coderas utilizan cierres de velcro. También posee un bolsillo portabolígrafos con tres compartimentos en la manga izquierda a la altura del antebrazo. La camisola tiene fuelles en la espalda para una mayor comodidad y ajuste.

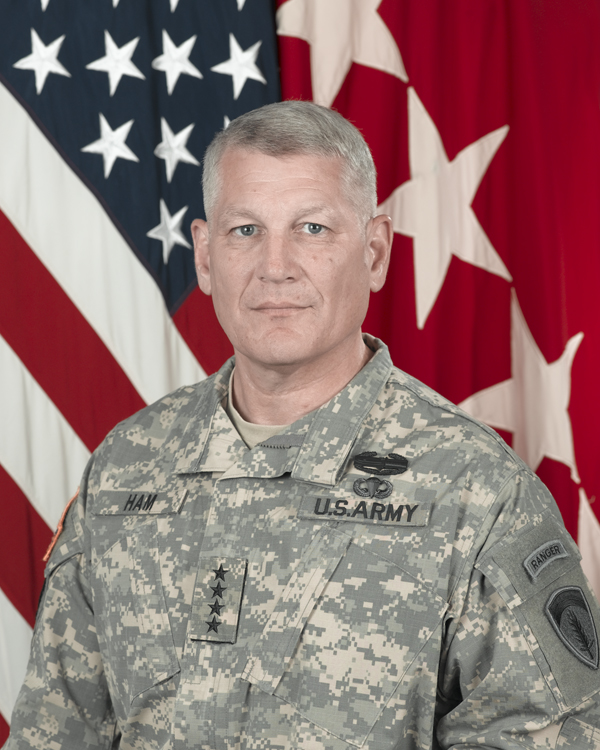
El general Carter F. Ham con la camisola del ACU.

Los distintivos de curso o especialidad que se llevan serán en versión pin y con un número máximo de cinco. Las distintivos en forma de etiqueta (Skill Tabs) autorizados son cuatro. Se trata del President's Hundred Tab que reconoce el ser uno de los 100 mejores tiradores y otorga la Asociación Nacional del Rifle , el de Ranger (soldado de asalto), el de Sapper (zapador) y el de Special Forces (Operaciones Especiales). Se llevan sobre la solapa del bolsillo de la manga izquierda. De estos cuatro distintivos de tela, sólo tres pueden llevarse simultáneamente sobre el ACU. Las etiquetas que forman parte del distintivo de la unidad, tales como los distintivos de montaña (mountain) o de unidad aerotransportada (airborne), no se tienen en cuenta para la regla que impone que pueden llevarse un máximo de tres distintivos de curso o especialidad en forma de parche. No se permite portar ningún emblema de arma o cuerpo, salvo la del Cuerpo de Asistencia Religiosa del Ejército de Estados Unidos (U.S. Army Chaplaincy). Ésta se coloca 3 milímetros por encima de la cinta de identificación o galleta que va a la derecha de la camisola. Irá clavada, en forma de pin, y nunca cosida al uniforme.
La camisola no debe sobrepasar la parte superior de los bolsillos grandes con solapa del muslo (cargo pockets) pero debe cubrir la totalidad de los bolsillos laterales del pantalón. Las mangas en ningún caso se remangarán, al contrario de lo que ocurría con el anterior uniforme de campaña, el BDU (Battle Dress Uniform), con el cual se autorizaba llevar las mangas enrolladas si se llevaba el uniforme de verano. En maniobras o combate, la camisola puede remplazarse por la camiseta de campaña (Army Combat Shirt) que se lleva directamente bajo el chaleco blindado.

### Guerrera
La Guerrera M65 viene con el patrón de camuflaje universal UCP (en inglés Universal Camouflage Pattern). No lleva palas en las hombreras, al contrario que la guerrera del anterior uniforme de campaña BDU. Se han mantenido los cuatro bolsillos delanteros y los diferentes distintivos pueden colocarse en las mangas y en el pecho. La guerrera puede llevar opcionalmente un forro de verde militar.